# Foro Mundial de Pescadores y Trabajadores de la Pesca
El Foro Mundial de Pescadores y Trabajadores de la Pesca (FMPTP) es una organización internacional no-gubernamental que trabaja para el establecimiento y la defensa de los derechos humanos fundamentales, justicia social y cultura de los pescadores y los trabajadores de la pesca, proclamando el océano como fuente de toda vida y comprometiéndose a asegurar la sustentabilidad de las pesca y de los recursos acuáticos para las generaciones presentes y futuras, para proteger su subsistencia.
El Foro es una respuesta y también una búsqueda de alternativas para un tipo de globalización que entiende que el sentido humano de la vida prevalece sobre el comercio y las leyes del mercado neoliberal. Fue fundada en Quebec, Canadá en 1995 después de una serie de organizaciones de pescadores así como ciertos intelectuales, académicos y activistas sociales notaron que, si bien el mandato de la Organización Mundial del Comercio de Doha declara que la prioridad de la actual ronda de negociaciones es sacar a la gente de la pobreza y promover el desarrollo sostenible, las negociaciones actuales de la OMC no logran incorporar sus preocupaciones y prioridades, así como las de las comunidades pesqueras tradicionales de todo el mundo.
EL FMPT actualmente representa a 48 organizaciones nacionales de comunidades dedicadas a la pesca artesanal en pequeña escala en 42 países, cuyos medios de vida dependen directamente de la gestión sostenible de los recursos pesqueros. Actúa como un organismo mundial que representa los intereses de las comunidades pesqueras tradicionales cuya supervivencia está directamente amenazada por la reducción del rol de los gobiernos en la regulación de la pesca.
La organización cuenta con cuatro órganos principales: la Asamblea General (la asamblea deliberante principal), los Consejos Regionales (responsables de velar por la coordinación de los miembros regionales), el Comité de Coordinación (encargado de representar al FMPTP) y el Comité Ejecutivo (encargado de manejar todos los asuntos administrativos y financieros). La figura más pública del Foro son los copresidentes, que actualmente son Margaret Nakato y Bogason Arthrur quienes fueron elegidos para el puesto en el 2009. La organización se financia principalmente con las cuotas de afiliación, donaciones, subvenciones o cualquier otra fuente considerada aceptable por el Comité de Coordinación. La organización cuenta con tres lenguas oficiales: Inglés, Español y Francés.

## Historia
El Foro se formó en 1995 como resultado de una reunión entre diferentes organizaciones nacionales de pesca costera y de la industria pesquera en la ciudad de Québec. La primera reunión general del foro tuvo lugar en Nueva Delhi en 1997. Tras el establecimiento formal de la organización mundial en noviembre de 1997, el Comité de Coordinación del WFF se reunió en Bruselas y en octubre de 1999, el Comité celebró su primera reunión en los EE. UU. en Montara, California. Una nueva asamblea general se celebró en Lisboa en 2004. La actual Constitución de la WFF sustituye la Carta Provisional del Foro escrita en 1997.

## Organización
El Foro Mundial de Pescadores y Trabajadores de la Pesca (FMPTP) se basa en cuatro órganos principales: la Asamblea General, los Comités de Coordinación, el Comité Ejecutivo y los Consejos Regionales. La sede principal de la WWF preside en Uganda desde febrero del 2010.

### Asamblea General
La Asamblea General constituye la máxima autoridad del Foro Mundial de Pescadores y Trabajadores de la Pesca. Se llevará a cabo al menos una vez cada tres años en un lugar fijado por el Comité de Coordinación.
Las funciones de la Asamblea General son interpretar oficialmente y enmendar la Constitución del Foro, discutir asuntos de interés común y adoptar resoluciones sobre temas del orden del día dentro de un espíritu de colaboración y de intercambio de ideas, decidir sobre la acción para implementar las decisiones y cumplir con los objetivos de la WFF así como asignar tareas o funciones al Comité de Coordinación.
La Asamblea General está integrada por todos los delegados en representación de los miembros que asisten a la reunión. Cada país, con al menos un miembro activo tendrán derecho a representación en la Asamblea General por dos delegados, uno de los cuales deberá ser mujer y el otro hombre. Los países grandes, designados por el Comité de Coordinación, tendrán derecho a un tercer delegado. Cada miembro activo tiene derecho a designar auditores y / o suplentes para participar en la Asamblea General con derecho a voz. Estos auditores o delegados deberán ser aprobados por el Comité de Coordinación. Los países con más de un miembro activo deberán intentar ponerse de acuerdo sobre la representación de los delegados.
Cada delegado tiene el derecho de voto sobre cualquier tema antepuesto durante la Asamblea General. Votos involucrando la aprobación de enmiendas constitucionales y suspensión o expulsión de un miembro, así como la disolución del Foro, requerirán una mayoría de dos tercios de los delegados de voto y se requerirá también el apoyo de una mayoría simple (50 + 1%) de los países los cuales están representados en la Asamblea General. Todas las demás decisiones de la Asamblea General se tomarán por mayoría simple de los votos emitidos. Sin embargo, siempre se debe de tratar de llegar a un consenso en el proceso de toma de decisiones.

### Comité de Coordinación
El Comité de Coordinación actúa bajo la autoridad de la Asamblea General y es el encargado de representar al Foro Mundial de Pescadores y Trabajadores de la Pesca (FMPTP). El mandato de los miembros del Comité de Coordinación para el período dura hasta la próxima Asamblea General, que normalmente será de tres años. Cada miembro del Comité de Coordinación tiene derecho a un voto. Las decisiones del Comité se adoptan por mayoría simple.
Aparte de las labores que puedan ser delegadas por la Asamblea General, el Comité de Coordinación se encarga también de promover la creación de consejos regionales, la planificación y gestión de las actividades de la WFF, la organización de la Asamblea General, proponer recomendaciones a la Asamblea General, poner en práctica medidas dispuestas por la Asamblea General, actuar en representación del FMPTP frente a otras organizaciones, admisión de nuevos miembros, la presentación de informes sobre sus actividades a la Asamblea General, el mantenimiento de vínculos estrechos entre los miembros del FMPTP durante los períodos en que la Asamblea General no esté reunida y de tomar cualquier medida que considere necesarias para cumplir los objetivos establecidos por la organización.

### Comité Ejecutivo
El Comité Ejecutivo actúa bajo la autoridad del Comité de Coordinación y se encarga de manejar todos los asuntos administrativos y financieros del Foro. Estará compuesto por cinco representantes elegidos entre los miembros del comité de coordinación. Habrá un presidente, dos vicepresidentes, un secretario y un tesorero. El mandato de los miembros del Comité Ejecutivo tendrá una duración máxima de tres años. Las reuniones pueden ser convocadas por el presidente o el Secretario, sin previo aviso y se celebrara en la fecha y lugar que este determine.

### Consejos Regionales
El FMPTP reconoce un consejo regional que cumpla con los objetivos de la organización. El objetivo principal de los consejos regionales es garantizar la coordinación y la consulta de los miembros regionales de los países que representan las regiones y continentes.

## Miembros
El FMPTP actualmente representa a 48 organizaciones nacionales de las comunidades tradicionalmente dedicadas a la pesca artesanal en pequeña escala en 42 países distribuidos por todo el mundo, cuyos medios de vida dependen directamente de la gestión sostenible de los recursos pesqueros. Estas organizaciones deben ser democráticamente constituido y constituyen uno de los siguientes grupos: los pescadores, miembros de la tripulación de unidades de pesca, las organizaciones de mujeres que participan en el trabajo en apoyo de la pesquería y trabajadores de la pesca que se dedican a actividades relacionadas con el procesamiento, la venta (con exclusión de comerciantes) o el transporte de pescado. El Comité de Coordinación es el encargado de la admisión de miembros activos de la organización.

## Objetivos
El Foro Mundial de Pescadores y Trabajadores de la Pesca (FMPTP) trabaja para el establecimiento y respeto de los derechos humanos fundamentales, la justicia social y la cultura de los pescadores y trabajadores del sector pesquero, afirmando el mar como fuente de toda vida y comprometiéndose a sostener la pesca y recursos acuáticos de las generaciones presentes y futuras, para proteger sus medios de subsistencia. Los objetivos del Foro son los que siguen:
- Proteger, defender y fortalecer las comunidades que dependen de la pesca como medio de subsistencia.
- Apoyar a las organizaciones miembros con vistas a garantizar y mejorar la viabilidad económica y la calidad de vida de los pescadores, de los trabajadores de la pesca y de sus comunidades.
- Reconocer, proteger y mejorar el papel que desempeñan las mujeres en la economía pesquera y en el sustento de la comunidad.
- Dejar sentado que los recursos son patrimonio colectivo de la humanidad y asegurar su transferencia a generaciones futuras por medio de prácticas de pesca sostenible, de conservación y de regeneración de los recursos marinos, de las aguas interiores y de los ecosistemas.
- Proteger a las comunidades pesqueras, los recursos acuáticos y los hábitats de los peces, como las zonas costeras, las cuencas hidrográficas y los manglares, contra las amenazas de origen terrestre y marino. Esto incluye el desplazo de las poblaciones causado por el turismo, la polución, particularmente el descargo de deshechos tóxicos en el mar, la acuicultura industrial destructiva, la sobreexplotación y los métodos de pesca destructivos.
- Estableces y promover los derechos de las comunidades pesqueras a sus territorios habituales en la zona costera bajo jurisdicción nacional, con fines de pesca y vivienda.
- Promover un régimen legal que asegure los derechos tradicionales y consuetudinarios de las comunidades pesqueras a la pesca bajo jurisdicción nacional.
- Promover el papel principal que deben desempeñar las organizaciones de pescadores y trabajadores de la pesca en la ordenación de la pesca y del mar, nacional e internacionalmente.
- Promover la seguridad alimentaria de las poblaciones tanto local como mundialmente a través del mantenimiento de los recursos para el futuro y la restricción del uso del pescado exclusivamente al consumo humano.
- Promover una representación equitativa de las organizaciones de pescadores y trabajadores de la pesca en todos los foros apropiados, tanto a escala internacional como regional y abogar por su reconocimiento.
- Vigilar el cumplimiento de los acuerdos internacionales por parte de loes Estados y las corporaciones trasnacionales y oponerse a cualquier acuerdo comercial que ponga en peligro la subsistencia de los pescadores.
- Prevenir la exportación de las crisis del colapso de los recursos y de las tecnologías y prácticas que las generan.
- Apoyar las luchas nacionales e internacionales consecuentes con los objetivos del Foro Mundial.
- Motivar, ayudar y apoyar la organización de los pescadores y trabajadores de la pesca en lugares donde éstos no estén organizados.
- Promover el derecho de los pescadores y trabajadores de la pesca a la seguridad social, a condiciones de trabajo seguras, a remuneraciones justas y a ser reconocidos como marinos.
- Mejorar la comunicación entre los pescadores y la comunidad científica a través del intercambio de experiencia y ciencia.
- Reconocer y realzar la cultura singular de las comunidades pesqueras.

- Datos: Q12010788